# Буквар на инок Сава
„Букварът на инок Сава“ или „Букварът на монах Сава“ от манастира Дечани е отпечатан през 1597 г. във Венеция.
Букварчето съдържа списък на буквите, таблици за обучение по четене, списък на буквите с техните имена, молитви и накрая – списък на буквите с цифровото им значение. Изброени са 38 букви, като е изписан само един ер: тук той е Ь.
Граматиката по букварчето се упражнява посредством таблици за упражнения по четене чрез силабиране. Те съдържат редове от срички, всяка от които има консонантно начало (писано чрез буквите за означение на констонанти /групи от консонанти, общо – 24. Всеки ред съдържа по 6 срички.
Букварчето на инок Сава е изключително ценно с това, че е на практика единственият писмен източник, който дава информация за това, как са били четени писмените текстове на православните южни славяни през ХV и ХVІ век. Специфична звукова стойност са имали шест букви по това време, с които са се отбелязвали вокали: а, е, и, о, ъ, ь. Следователно е съществувала шестчленна вокална система, в която се включва и ерова гласна. При упражненията за силабиране еровата гласна е писана само с ь, но в текстовете за упражнения на определени места се пише и с ъ, напр. Аминъ (стр. 8). Високият книжен стил на епохата е свързван с изговора на 6 вокала, с ерова гласна, на мястото на етимологичните ерове. Рефлексът на Ѫ обаче е У (Ѫ > У), казано условно – без оглед на произхода на тази гласна.
Текстовете за четене по букварчето са молитви, като молитвата „Отче наш" (л. 8). Правописът на молитвите е идентичен по език и правопис с текста на молитвата, включен в предходния „Сборник за пътници" на Божидар Вукович.